# HD85037
HD85037 — хімічно пекулярна зоря спектрального класу A1, що має видиму зоряну величину в смузі V приблизно  6,6.
Вона  розташована на відстані близько 404,2 світлових років від Сонця.

## Фізичні характеристики
Телескоп Гіппаркос зареєстрував фотометричну змінність  даної зорі з періодом    2,72 доби в межах від  Hmin= 6,65 до  Hmax= 6,56.